# 韋斯特切斯特 (伊利諾伊州)
韋斯特徹斯特（英語：Westchester）是位於美國伊利諾伊州庫克縣的一個村落。

## 地理
韋斯特徹斯特的座標為41°51′14″N 87°53′01″W / 41.85389°N 87.88361°W，而該地最高點為海拔高度194米（即636英尺）。

## 人口
根據2010年美國人口普查的數據，韋斯特徹斯特的面積為9.55平方千米，當中陸地面積為9.55平方千米，而水域面積為0.00平方千米。當地共有人口16,718人，而人口密度為每平方千米1,750人。